# San Paolo Solbrito
San Paolo Solbrito – miejscowość i gmina we Włoszech, w regionie Piemont, w prowincji Asti.
Według danych na styczeń 2009 gminę zamieszkiwało 1216 osób przy gęstości zaludnienia 101,9 os./1 km².